# Mother Riley Meets the Vampire
Mother Riley Meets the Vampire este o comedie neagră britanică din 1952 regizată de John Gilling. Rolurile principale sunt interpretate de actorii Arthur Lucan și Bela Lugosi.

## Distribuție
- Arthur Lucan - Doamna Reliy
- Bela Lugosi - Von Housen
- María Mercedes - Julia Loretti
- Dora Bryan - Tilly
- Philip Leaver - Anton Daschomb
- Richard Wattis - Freddie
- Graham Moffatt - țăranul